# AGR-14 ZAP
ZAP ([zæp] чит. «Зэп», бэкр. от Zero Anti-Aircraft Potential, в пер. с англ. «нулевой противовоздушный потенциал», общевойсковой индекс — AGR-14) — американская неуправляемая авиационная ракета сплошного поражения с поражающими элементами кластерного типа. Предназначалась для подавления системы противовоздушной обороны противника. Была разработана в конце 1960-х гг. компанией Martin Marietta Орландо, штат Флорида, по заказу ВМС США.

## История
Проектирование
Тактико-техническое задание к новой ракете было сформулировано Главным управлением вооружения ВМС США в 1966 году. Тема получила название «Харт» (англ. Hypervelocity Aircraft Rocket, Tactical, сокр. HART). Разрабатываемая гиперзвуковая тактическая авиационная ракета предназначалась для замены уже имеющихся на вооружении НАР типа FFAR и Zuni.
Разработка
Контракт на проведение опытно-конструкторских работ с компанией был заключен в начале 1968 года. Тема работ к тому времени уже получила новое название ZAP (Zero Anti-Aircraft Potential, сокр. ZAP). Тактико-технические характеристики новой ракеты держались в секрете, но сведения о просочились в прессу. Газета «Вашингтон-Пост» сообщила в апреле 1968 года со ссылкой на информированные источники в Военно-морском министерстве США и правительстве, что близится запуск ракеты в серийное производство. В конце 1969 года ВМС заключили контракт с компанией Thiokol на сумму $2,1 млн на поставку ракетных двигателей для ZAP, что говорило в пользу принятия ракеты на вооружение в скором времени.
Испытания
В ноябре 1969 года начались первые испытательные пуски ракет с самолётов A-4 Skyhawk. Тем не менее, в связи с постепенной деэскалацией военных действий во Вьетнаме интерес к оружию такого типа снизился и проект был закрыт в начале 1970-х гг.

## Устройство
Аэродинамические характеристики ракеты позволяли производить обстрел позиций противника залповым способом на сверхзвуковых скоростях, не снижая скорости для прицеливания. Боевая часть ракеты обеспечивала её подрыв на таком расстоянии от поверхности земли, которое обеспечивало наибольший радиус поражения небронированной военной техники и живой силы противника. Предохранительно-исполнительный механизм был разработан с расчётом компенсировать ошибку наведения за счёт наибольшего радиуса поражения и точного срабатывания. Разгон ракеты до гиперзвуковой скорости происходил практически мгновенно после запуска.

## Тактико-технические характеристики
Источники информации : 
Общие сведения
- Самолёт-носитель — палубная авиация ВМС США
- Категории поражаемых целей — наземные объекты системы ПВО

Аэродинамические характеристики
- Аэродинамическая компоновочная схема — нормальная
- Маршевая скорость полёта — свыше 3700 км/ч

Массо-габаритные характеристики
- Длина — 2680 мм
- Диаметр корпуса — 152 мм
- Размах оперения — 330 мм
- Масса — 77 кг

Боевая часть
- Тип БЧ — осколочно-фугасная с готовыми поражающими элементами типа

- «флешетта» (дротиковый убойный элемент)
- «барб» (стреловидный убойный элемент)

- Тип предохранительно-исполнительного механизма — дистанционного действия, срабатывание на приближение

Двигательная установка
- Тип ДУ — РДТТ, Thiokol MK 67

## Комментарии
1. ↑  Материал в газете «Вашингтон-Пост» называет ZAP результатом дальнейшего развития HART[1]. Ряд других публикаций указывают на разные названия одной и той же ракеты. В публицистике принято написание названия программы через тире «HART-ZAP», подразумевая их преемственность.